# عين الجنة (مسلسل)
عين الجنة هو مسلسل تلفزيوني جزائري من تأليف أسامة بن حسين وإخراج كريم موساوي. عُرض بين 06 أبريل 2017 حتى 23 مارس 2023 على جميع قنوات التلفزيون الوطنية الجزائرية.

## القصّة
في بلدة عين الجنة الواقعة في مكان ما من أعماق الجزائر، يكافح سليمان مهندس شاب عاطل عن العمل من أجل إعالة أسرته. في أحد الأيام يكتشف أنّ أخته الكبرى دليلة، التي لم يرها منذ عقود، عادت إلى البلدة، لكن هذه المرة كمُرشحة في الانتخابات البلدية المقبلة. سيغير هذا الخبر حياة سليمان وحياة بلدة عين الجنة بأكملها.